# Brigitte McMahon
Pour les articles homonymes, voir MacMahon.
Brigitte McMahon née le 25 mars 1967 à Zoug en Suisse est une triathlète professionnelle, première championne olympique de triathlon en 2000.

## Biographie
Brigitte McMahon participe aux Jeux olympiques d'été de 2000 à Sydney pour le premier triathlon olympique et remporte la médaille d'or avec un temps de 2 h 0 min 39 s. Elle est élue à cette occasion « Sportive suisse de l'année ». Aux Jeux olympiques d'été de 2004, elle termine  10e.
En juin 2005, elle est contrôlée positive à l'EPO. Le 1er juillet 2005, elle avoue en avoir pris dans un « but thérapeutique ». L'équipe nationale l'exclut avec effet immédiat assorti d'une menace d'exclusion pendant deux ans. Elle met un terme à sa carrière le 3 juillet. Elle assure dans la presse, que sa prise de produits dopants est récente et qu'elle n'a nullement eu recours à des moyens illicites lors de sa victoire à Sydney.
En 2013, elle termine 1er de sa catégorie (45-49 ans) à Londres lors de la grande finale des World séries, elle réalise la même performance aux championnats d'Europe en 2014.

## Palmarès
Le tableau présente les résultats les plus significatifs (podium) obtenus sur le circuit international de triathlon depuis 2000.
| Année | Compétition                          | Pays      | Position | Temps          |
| ----- | ------------------------------------ | --------- | -------- | -------------- |
| 2000  | Jeux olympiques - Sydney             | Australie |          | 2 h 0 min 39 s |
| 2000  | Coupe du monde - l'étape de Lausanne | Suisse    |          | 2 h 5 min 58 s |
| 2000  | Coupe du monde - l'étape de Sydney   | Australie |          | 2 h 2 min 39 s |